# Nicocles analis
Nicocles analis är en tvåvingeart som beskrevs av Jaennicke 1867. Nicocles analis ingår i släktet Nicocles och familjen rovflugor. Inga underarter finns listade i Catalogue of Life.